# Monocoila signata
Monocoila signata är en stekelart som beskrevs av Turner 1922. Monocoila signata ingår i släktet Monocoila och familjen bracksteklar. Inga underarter finns listade i Catalogue of Life.